# Велике Забор'є
Велике Забо́р'є (рос. Большое Заборье) — присілок у складі Лузького району Кіровської області, Росія. Входить до складу Лузького міського поселення.
Населення становить 5 осіб (2010, 11 у 2002).
Національний склад станом на 2002 рік — росіяни 100 %.